# クリスティナ・パストロバ
クリスティナ・ブーロバ（チェコ語: Kristýna Boulová、旧姓：パストロバ、1985年10月22日 - ）は、チェコ共和国の女子バレーボール選手。リトムニェジツェ出身。

## 来歴
2008年にチェコの女子バレーボールナショナルチームに初選出され、以降多くの試合をチームの中心選手としてプレイする。
2010年には日本で行われた世界選手権にナショナルチームの一員として参加し、バレーボール3大大会初出場を果たした。
得意なプレイは197cmというチーム最高身長を生かしたブロックであり、もう1人のスタメンミドルブロッカーであるイバナ・プルホトバと共に1次予選終了時点まででブロックランキングの上位に名を残していた。
2011年、アゼルバイジャンの強豪クラブであるイトゥサチ・バクーに移籍した。

## 人物
- 2014年にオンドジェ・ブーラ（チェコ語版）と結婚。2016年に男児が誕生している[1]。

## 球歴
- 2010年 世界選手権（15位）

## 所属クラブ
- Slavia Pilsen（1997-2003年）
- PVK Olymp Praha（2003-2007年）
- SVS Post Schwechat（2007-2010年）
- PVK Prerov（2010-2011年）
- イトゥサチ・バクー（2011-2012年）
- Puntotel Sala Consilina（2012-2013年）
- Khara Morin（2013-2014年）
- Volley Luzern（2016-2017年）
- VK Královo Pole（2017-2018年）
- VK Šelmy Brno（2018-2020年、2022-2023年）